# Cleora braeckeli
Cleora braeckeli är en fjärilsart som beskrevs av Debauche 1941. Cleora braeckeli ingår i släktet Cleora och familjen mätare. Inga underarter finns listade i Catalogue of Life.